# Wolfgang Lackerschmid
Wolfgang Wilhelm Lackerschmid (Tegernsee, 19 september 1956) is een Duitse jazzmuzikant (vibrafoon, piano, marimba), componist en orkestleider.

## Biografie
Lackerschmid groeide op in Ehingen. Hij studeerde van 1975 tot 1980 aan de Staatliche Hochschule für Musik und Darstellende Kunst Stuttgart met als hoofdvakken compositie/muziektheorie bij Martin Gümbel en slagwerk bij Gyula Rasz.
In 1976 formeerde Lackerschmid zijn Mallet Connection, waarmee hij in hetzelfde jaar de gelijknamige lp opnam. Op deze lp werkte hij met artiesten als Rocky Knauer, Gerhart Ziegler, Janusz Stefanski, Dieter Bihlmaier, Leszek Zadlo en Herbert Joos. In 1978 haalde Joachim Ernst Berendt hem samen met Karl Berger, David Friedman en Tom van der Geld voor de eerste vibrafoon bijeenkomst.
Door deze verbintenissen en samenwerkingen kreeg Lackerschmid in toenemende mate bekendheid binnen het Europese jazzcircuit. In januari 1979 kwam het dan tot de duurzame belangrijke samenwerking met de trompettist Chet Baker. Nadat beiden zich tijdens een festival hadden ontmoet, onthulde Lackerschmid aan Baker dat hij een duoalbum wilde opnemen. Enthousiast over het idee ontmoetten beiden elkaar enkele maanden later weer in Stuttgart in de studio en namen de lp Ballads for two op.
Nadat de vibrafonist zich versterkt ontfermde over zijn label Sandra Musik, begon vanaf 1982 de versterkte samenwerking met meerdere formaties, waaronder de latinband Sinto, het Latin Orchestra van Joe Gallardo, twee trio's en Connection als eigen bandprojecten. Lackerschmid schreef in 1984 het ballet The Fourth World.
Sinds 1980 is hij ook buiten Europa op tournee, overwegend in de Verenigde Staten, geïntensiveerd sinds 1992. Ook werkt de muzikant samen met zijn vrouw, de zangeres Stefanie Schlesinger. Bijkomstig aan andere bands is Lackenschmid ook als gastsolist te horen tijdens concerten en op publicaties van andere artiesten, zoals bij Pete York, Ray Pizzi, Götz Tangerding, Biréli Lagrène, de Unterbiberger Hofmusik, de Klazz Brothers, František Uhlíř, Jiří Stivín, Sandro Roy, Ryan Carniaux en anderen.
Volgens discograaf Tom Lord was hij tussen 1976 en 2016 betrokken bij 48 opnamesessies. Hij woont in Augsburg, waar hij ook een geluidsstudio leidt. Sinds 2016 is hij lid in het bondsbestuur van de Union Deutscher Jazzmusiker.
Lackerschmid leidde meerdere ensembles als band- en co-leider. Daaronder bevinden zich groeperingen als de band Brazil & Blue met Hendrik Meurkens, Paquito D'Rivera, Romero Lubambo, John Lee en Paolo Braga. Lackerschmid leidde zijn eigen ensemble Lebende Kammermusik voor nieuwe werken tussen jazz en e-muziek en de productie en band Franz Grothe Jazz Standards (gepromoot door de Franz Grothe Stiftung). Vanaf 1979 was hij als duo met de trompettist Chet Baker onderweg, daarna met Günter Lenz en met Attila Zoller (tussen 1988 en 1998). Bijzondere aandacht kregen internationaal zijn duetten met Chet Baker.
Lackenschmid componeerde nummers uit vele disciplines van de jazz. Hier zijn zijn 10 Stücke für Chet Baker evenzo te noemen als de kindermusicals Pinocchio, Der Zauberer von Oz (wereldpremière in 1995 op de Waldbühne Sigmaringendorf) en Schneewittchen. Hoegenaamd schreef Lackenschmid vaak opdracht-composities voor theater, film en televisie.